# Kostel svatého Jakuba Většího (Mezilesí)
Kostel svatého Jakuba Většího v Mezilesí je filiální kostel římskokatolické farnosti Lukavec a kulturní památka České republiky. Součástí této kulturní památky je kamenný kříž, který stojí u kostela.

## Historie
Kostel byl postaven v raně gotickém slohu. Okolo kostela býval hřbitov. První písemná zmínka pochází z roku 1384, kdy byl kostel uveden jako kostel farní. V 2. polovině 16. století kostel prošel přestavbou. Další přestavba proběhla v 19. století.

## Popis
Kostel stojí na vyvýšeném místě blízko severozápadního okraje intravilánu obce. Má jednu chrámovou loď. Presbytář (kněžiště) je uzavřen trojboce, má valenou klenbu s lunetami. Sakristie má křížovou klenbu.
Vnitřní zařízení kostela je barokní, hlavní oltář je rokokový. Obraz na hlavním oltáři pochází z 2. poloviny 19. století; autorem obrazu je pravděpodobně Bedřich Kamarýt. V chrámové lodi je náhrobník z roku 1766.